# Pelagocephalus
Pelagocephalus is een monotypisch geslacht van straalvinnige vissen uit de familie van kogelvissen (Tetraodontidae). Het geslacht is voor het eerst wetenschappelijk beschreven in 1979 door Tyler & Paxton.

## Soort
- Pelagocephalus marki Heemstra & Smith, 1981